# Пейтраль, Поль
Поль Луи Пейтраль (20 января 1842, Марсель — 30 ноября 1919, там же) — французский политический деятель.

## Биография
По образованию был фармацевтом. Избранный в 1881 году в Палату депутатов, примкнул к радикальной партии. с 15 января по 11 декабря 1886 года был заместителем министра финансов в правительстве Фрейсине. С 3 апреля 1888 по 22 февраля 1889 года был министром финансов в радикальном кабинете Шарля Флоке, начав выступать за введение подоходного налога. Следующие четыре года, когда радикалы были в оппозиции, произвели переворот в воззрениях или, по крайней мере, приёмах деятельности Пейтраля, и, когда в 1893 году оппортунист Шарль Дюпюи предложил ему портфель министра финансов, он принял его, хотя по-прежнему высказывался о необходимости подоходного налога, но встретил противодействие кабинета, с которым по всем другим вопросам был солидарен. Министром финансов в кабинете Дюпуи был с 4 апреля по 3 декабря 1893 года.
В 1894 году Пейтраль, окончательно примкнувший к оппортунистам, перешёл в сенат, вице-президентом которого избран в 1895 году; сенатором оставался до конца жизни. В 1898 году хотел возглавить правительство после отставки Мельена, но потерпел неудачу. Был вновь министром финансов в кабинете сперва Бриссона (радикалы; с июня по октябрь 1898 года), потом в двух кабинетах Дюпюи (оппортунисты; с ноября 1898 по июнь 1899 года); в общей сложности занимал этот пост с 26 июня 1898 по 22 июня 1899 года. В 1901—1904 годах был вице-президентом сената, поддержав в 1905 году идею отделения церкви от государства. С 9 по 13 июня 1914 года был министром внутренних дел в правительстве Александра Рибо. С началом Первой мировой войны возглавил финансовую комиссию сената и с 1916 года также специальную комиссию по вопросам функционирования национальной экономики во время и после войны.